# シモン・ド・クレピー
シモン・ド・クレピー（フランス語：Simon de Crépy, 1048年 - 1082年9月22日）またはシモン・ド・ヴェクサン（Simon de Vexin）は、アミアン伯、ヴェクサン伯、バ－ル＝シュル＝オーブ伯、クレピー伯およびヴァロワ伯（在位：1074年 - 1077年）。ヴァロワ伯ラウル4世とアデル・ド・バ－ル＝シュル＝オーブの息子。聖シモン（Saint Simon）といわれる。

## 生涯

### フランス王との対立
1053年に母アデルが死去し、シモンは4代バ－ル＝シュル＝オーブ伯となった。シモンはまた、ラフェルテ＝シュル＝オーブも手に入れ、そこに城を建てた。父からペロンヌ、ヴァロワ伯領、アミアン伯領、モンディディエ伯領およびシャンパーニュの領地を継承たが、これはフランス王フィリップ1世の怒りを買った。結果として争いが勃発し、勃発時シモンは20歳であったが3年間対立は続いた。フィリップ1世の軍隊はヴァロワ伯領を荒廃させ、一方でシモンの軍隊も王領を荒廃させた。
教皇グレゴリウス7世の助言により、シモンはこの戦争を放棄し、オーヴェルニュ伯の娘と結婚した。 ルーアン大司教ジャン・ディヴリーは、ジゾーを大聖堂の所有物に戻すようシモンと交渉した。この領地は、ジャンの前任者モリーユから父ラウル4世がその在世期間に限り与えられていたものであった。シモンはそれをさらに数年間保持していた。この返還により、大聖堂にとって重要な領地が返還されただけでなく、戦略的拠点の返還が可能になり、ノフルとヌフ＝マルシェの間のノルマンディー公領との境界が強化された。その後、妹ヴェルマンドワ伯妃アデライードの同意を得て、シモンは自らの領地をアデライードに譲渡し、シモン夫妻は修道生活を始めた。
1077年、フィリップ1世はフランスのヴェクサンを占領した。

### 修道生活
シモンはコンダ修道院に隠遁したが、そこでは規律が十分に尊重されていないと判断し、森の真ん中のドゥー川の源流近くに数人の仲間とともに居を構えた。修道生活と農業生活のための家を含む庵（小屋）をいくつか建てた。この庵は残され、12世紀にサン＝トヤン・ド・ジュ修道院に従属する小さな修道院へと変えられた。厳しい気候にもかかわらず、少数の農民が定住し、ムート（ドゥー）の村を建設した。シモンはラングルの第52代司教ルナールの同意を得て、1075年から1082年にかけて数多くの修道院を創建し、特にサント＝ジェルメーヌ、バール＝シュル＝オーブのサン＝ピエール、ラフェルテ（1076年）、シルヴァルヴル、ラトルセ、サン＝レジェール＝ス＝ブリエンヌ、キュンファン、モンティエ＝アン＝リスルおよびセルモワーズの各修道院の創建に携わることになる。シモンは2度帰国しなければならなかったが、最初は1078年にノルマン人のプーリアおよびカラブリア公ロベルト・イル・グイスカルドと交渉するためグレゴリウス7世から呼び出され、その後、フランス王フィリップ1世によりクリュニー修道院から強奪された財産について、修道院とフランス王フィリップ1世の間の対立において仲裁役を務めることになった。

### 列福
シモンは聖地への巡礼に出かけ、次にローマへ向かった。そして聖ペテロの告解の前で、死に至る病に冒され、教皇グレゴリウス7世から教会の秘跡を受けた。シモンは列福された。ムート村にあるシモンの像は1934年に設置され、聖遺物（腕の骨）が今もムートに保管されている。